# Ján Štefanovič
Ján Štefanovič (19. listopadu 1928 Moravské Lieskové – 7. prosince 2022) byl slovenský lékař, imunolog a akademik SAV.

## Život
Po maturitě na gymnáziu v Novém Městě nad Váhom a v Banské Bystrici studoval na Lékařské fakultě Komenského univerzity v Bratislavě, kde úspěšně promoval v roce 1953. Od roku 1961 se stal přednostou Ústavu mikrobiologie a epidemiologie Univerzity Komenského, kde působil jako odborný asistent, docent, později jako profesor, přednosta a zároveň jako ředitel.

## Ocenění
- 1984 – Národní cena (za výsledky výzkumu) a několik uznání odborných společností
- 2008 – Řád Ľudovíta Štúra I. třídy
- 2008 – Čestné občanství obce Moravské Lieskové